# Svilojevo
Svilojevo (cyr. Свилојево; węg. Szilágyi) – wieś w Serbii, w Wojwodinie, w okręgu zachodniobackim, w gminie Apatin. W 2011 roku liczyła 1219 mieszkańców.